# Conophis morai
Conophis morai — вид змій родини полозових (Colubridae). Ендемік Мексики.

## Поширення і екологія
Conophis morai відомі з типової місцевості, розташованої на східних схилах вулкана Сан-Мартін-Тукстла в штаті Веракрус. Вони живуть у вологих гірських тропічних лісах, на висоті 1050 м над рівнем моря.